# Beautiful Eyes
Beautiful Eyes – minialbum Taylor Swift wydany 15 lipca 2008 ekskluzywnie w sklepach Wal-Mart. Album był wydany w limitowanym nakładzie, aby nie pomylić go z nadchodzącym albumem Swift Fearless, który został wydany 11 listopada 2008. 
W pierwszym tygodniu sprzedało się 45 000 egzemplarzy albumu. Album zadebiutował na pierwszym miejscu Top Country Albums i dziewiątym miejscu Billboard 200. Wraz z pierwszym albumem studyjnym, który był w tym tygodniu na drugim miejscu, Swift stała się pierwszą wokalistką, której albumy okupowały pierwsze dwa miejsca w tym samym czasie od czasów LeAnn Rimes, która osiągnęła taki wynik w 1997 roku.

## Lista utworów

### CD
1. "Beautiful Eyes"
2. "Should've Said No" (Alternate Version)
3. "Teardrops on My Guitar" (Acoustic Version)
4. "Picture to Burn" (Radio Edit)
5. "I'm Only Me When I'm with You"
6. "I Heart ?"

### DVD
1. "Beautiful Eyes" music video
2. "Picture to Burn" music video
3. "I'm Only Me When I'm with You" music video
4. "Tim McGraw" music video
5. "Teardrops on My Guitar" (Pop Radio Mix) music video
6. "Our Song" music video
7. The making of "Picture to Burn" music video
8. GAC New Artist Interview
9. "Should've Said No" 2008 ACM Awards performance

## Pozycje na listach przebojów
| Notowanie (2008)                  | Najwyższa pozycja |
| --------------------------------- | ----------------- |
| U.S. Billboard Top Country Albums | 1                 |
| U.S. Billboard 200                | 9                 |